# Уткин, Михаил Юрьевич
Михаил Юрьевич Уткин (род. 1952, Вильнюс) — советский и российский музыкант-виолончелист, педагог, музыкальный деятель, народный артист России (1994).

## Биография
Михаил Юрьевич Уткин родился в 1952 году в Вильнюсе, его отец — скрипач. В 1970 году окончил Центральную музыкальную школу при Московской консерватории (класс С. Т. Кальянова).
В 1970—1975 годах учился в Московской консерватории (класс М. Л. Ростроповича). Окончил с отличием в 1975 г.
С 1974 года играет в составе камерного ансамбля солистов Московской филармонии «Московское трио» (вместе с А. З. Бондурянским и В. М. Ивановым). В 2016 году «Книга рекордов России» зафиксировала абсолютный рекорд творческого долголетия ансамбля «Московское трио» — свыше 40 лет в неизменном составе.
В 1978—1988 годах преподавал класс виолончели в Московской консерватории. Проводил мастер-классы в России, Германии, Финляндии, Чехии, Италии, США.
В 2010—2014 годы был художественным руководителем Концертного филармонического объединения «Москонцерт». Член Германского общества Д. Д. Шостаковича (с 2006 года), Авторского союза Чехии (с 2010 года). Был членом Правления Московского Союза музыкантов. Член Совета Российского Союза музыкантов, руководитель Ассоциации солистов-исполнителей.
Автор более трехсот аранжировок классических и современных произведений, вошедших в концертный и учебно-педагогический репертуар, изданных в Мюнхене, Москве и Санкт-Петербурге и записанных на компакт-дисках. В репертуаре — более тысячи произведений, в том числе около 200 фортепианных трио, 120 виолончельных сонат и концертов. Записал 15 грампластинок и 32 компакт-диска в России, Германии, Франции и США.

## Семья
- Брат — музыкант Алексей Юрьевич Уткин (род. 1957), гобоист, художественный руководитель и дирижер Государственного академического камерного оркестра России[2].

## Награды и премии
- Лауреат Международного конкурса «Концертино Прага» (конкурс исполнителей академической музыки) в Праге (1967).
- Лауреат Международного конкурса в Льеже (1972).
- Заслуженный артист РСФСР (21 ноября 1986)[3].
- Народный артист Российской Федерации (29 августа 1994) — за большие заслуги в области музыкального искусства[4].
- Лауреат Премии Москвы (1996).
- Медаль «В память 850-летия Москвы» (1997).
- Медаль «За труды в культуре и искусстве» (25 марта 2025) — за вклад в развитие отечественной культуры и искусства, многолетнюю плодотворную деятельность[5]